# エス・ビー・ビー
株式会社エス・ビー・ビーとは、日本に存在した出版社の一つ。別名、SBB出版会。株式会社SBBとも表記。SBBとはStrategic Business Beautyの略である。旧社名は本邦書籍。東京都北区に自社ビルを所有していた。

## 概要
1980年（昭和56年）3月19日に大江可之が創業。資本金は5億円。東京本社のほか、中部と関西に支店があり、仙台と岡山と福岡に営業所があった。
朝鮮新報によると、2001年（平成14年）4月、当時のエス・ビー・ビー社長の大江尚之らは北朝鮮を訪れた際に親善勲章を授与されたという。2001年（平成14年）10月25日、大江尚之らは東京の朝鮮総聯を訪れ、『全真相 朝鮮民主主義人民共和国』（エス・ビー・ビー編、政治経済研究会発行、2001年（平成14年）、3万9000円)の特製本を金正日総書記に贈っている。
出版社としては、「SBB良書復刊支援企画」を謳って『アルチュセールの<イデオロギー論>』（ルイ・アルチュセール、柳内隆、山本哲士）や『フーコーの<全体的のものと個的なもの>』（ミシェル・フーコー、北山晴一、山本哲士）といった思想書、『縮緬絵本　頭山』（山村浩二）や『革装　グリム童話を読む事典』（高木昌史）といった児童文学関連の本、『人とわざわい―持続的幸福へのメッセージ』上下巻（村井俊治、渡辺興亜、安岡善文）といった防災関係の本も刊行していた。
2010年（平成22年）、破産。

## 事件・問題
民主党の山下八洲夫参議院議員が代表を務める政治団体「政治経済研究会」の名前を借りて、領土問題や公安を扱った高額書籍を脅しまがいの手法で販売し、政治経済研究会のもとには1億3000万円が振り込まれたとされる。2005年（平成18年）までの7年間、エス・ビー・ビー社から山下には印税名目で毎年150万円から2500万円前後が支払われ、主にここから研究会の人件費や事務所家賃、民主党サポーター会費やパーティ券代などが支払われたという。また、同社から刊行された書籍の1冊には、同社の社外監査役である吉永祐介元検事総長が推薦文を寄せていた。
元社長・柿原邦人らが政治団体や同和団体を名乗り「うちの若い衆を行かせようか」などと脅して企業などに1冊5万円から6万円の書籍を売りつける行為を繰り返したとして、2010年（平成22年）に恐喝で逮捕され、元社長は2011年（平成23年）に岡山地裁で組織的犯罪処罰法違反罪として懲役5年の実刑判決を受けた。

## 関連記事
- えせ同和行為
- 千島歯舞諸島居住者連盟
- ハミングヘッズ